# 1277

## Събития
- Константин Тих умира, а Ивайло заема длъжността му като цар на България.
- Философското учение авероизъм е забранено в Париж от епископ Етиен Темпие.
- Папа Николай III наследява длъжността на папа Йоан XXI.
- Империята на Бурма започва да се разпада след поражението от Кублай Хан при Нгасаунсян близо до китайската граница. Кублай заповядва да бъде извършена инвазията след като бурманците отказват да платят данъка.
- Рамкамхенг Велики се възкачва на престола на кралство Сукотай.
- Кръстът на Св. Джордж е използван за първи път като флаг на Англия.

## Починали
- Тома Агни от Козенца, латински патриарх на Йерусалим
- 20 май – папа Йоан XXI
- 1 юли – Байбарс, мамелюкски султан на Египет
- 27 октомври – Уолтър ди Мертон, лорд-канцлер и основател на Мъртон Колидж